# Davis Cup 1968
In 1968 werd het toernooi om de Davis Cup  voor de 57e keer gehouden. De Davis Cup is het meest prestigieuze tennistoernooi voor landen dat sinds 1900 elk jaar wordt georganiseerd.
De Verenigde Staten won voor de 20e keer de Davis Cup door in de finale Australië met 4-1 te verslaan.
De deelnemers strijden in de verschillende regionale zones tegen elkaar. De winnaar van elke zone speelt het interzonaal toernooi. De winnaar daarvan speelt tegen de regerend kampioen om de Davis Cup.

## Finale
Australië -  Verenigde Staten 1-4 (Adelaide, Australië, 26-28 december)

## Interzonaal Toernooi
|  | halve finale     | halve finale |  |       | finale 9-11 november | finale 9-11 november |
|  |                  |              |  |       |                      |                      |
|  | 16-19 augustus   |              |  |       |                      |                      |
|  | Verenigde Staten | 4            |  |       |                      |                      |
|  | Spanje           | 1            |  |       | Puerto Rico          | Puerto Rico          |
|  |                  |              |  |       | Verenigde Staten     | 4                    |
|  | 4-6 oktober      | 4-6 oktober  |  | India | 1                    |                      |
|  | West-Duitsland   | 2            |  |       |                      |                      |
|  | India            | 3            |  |       |                      |                      |

Eerst genoemd team speelt thuis

## België
België speelt in de Europese zone.
| datum      | tegenstander      | uitslag | locatie | groep   | ronde       | winst/verlies |
| ---------- | ----------------- | ------- | ------- | ------- | ----------- | ------------- |
| 26-05-1968 | Tsjecho-Slowakije | 2-3     | thuis   | EUR udt | kwartfinale | v             |
| 05-05-1968 | Polen             | 3-2     | thuis   | EUR udt | 1e ronde    | w             |

België bereikte de kwartfinale van de Europese zone.

## Nederland
Nederland speelt in de Europese zone.
| datum      | tegenstander | uitslag | locatie | groep   | ronde    | winst/verlies |
| ---------- | ------------ | ------- | ------- | ------- | -------- | ------------- |
| 06-05-1968 | Spanje       | 2-3     | uit     | EUR udt | 1e ronde | v             |

Nederland werd al in de eerste ronde door Spanje uitgeschakeld. De Spanjaarden zouden uiteindelijk deze regionale zone winnen en in de halve finale van het Interzonaal toernooi verliezen van de latere Davis Cup winnaar de Verenigde Staten.
| niveau 1 | niveau 2 | niveau 3 | niveau 4 | niveau 5 |

Algemeen · Opzet · Finales · Winnaars 
 België ·  Nederland ·  Aruba ·  Nederlandse Antillen 

1900 · 1901 · 1902 · 1903 · 1904 · 1905 · 1906 · 1907 · 1908 · 1909 · 1910 · 1911 · 1912 · 1913 · 1914 · 1915 · 1916 · 1917 · 1918 · 1919 · 1920 · 1921 · 1922 · 1923 · 1924 · 1925 · 1926 · 1927 · 1928 · 1929 · 1930 · 1931 · 1932 · 1933 · 1934 · 1935 · 1936 · 1937 · 1938 · 1939 · 1940 · 1941 · 1942 · 1943 · 1944 · 1945 · 1946 · 1947 · 1948 · 1949 · 1950 · 1951 · 1952 · 1953 · 1954 · 1955 · 1956 · 1957 · 1958 · 1959 · 1960 · 1961 · 1962 · 1963 · 1964 · 1965 · 1966 · 1967 · 1968 · 1969 · 1970 · 1971 · 1972 · 1973 · 1974 · 1975 · 1976 · 1977 · 1978 · 1979 · 1980 · 1981 · 1982 · 1983 · 1984 · 1985 · 1986 · 1987 · 1988 · 1989 · 1990 · 1991 · 1992 · 1993 · 1994 · 1995 · 1996 · 1997 · 1998 · 1999 · 2000 · 2001 · 2002 · 2003 · 2004 · 2005 · 2006 · 2007 · 2008 · 2009 · 2010 · 2011 · 2012 · 2013 · 2014 · 2015 · 2016 · 2017 · 2018 · 2019 · 2020-2021 · 2022 · 2023 · 2024 · 2025